# Трис Мериголд
Трис Мериголд је фиктивни карактер и споредни јунак серијала The Witcher  или на српском Вештац. Појављује се у сва три дела видео игре и у романима епске фантастике аутора Анджеја Сапковског.